# Bernard Vidal
Pour les articles homonymes, voir Vidal.
 (juillet 2012).
Bernard Vidal est un peintre et un publicitaire français, né le 22 août 1944 à Périgueux (Dordogne) et mort le 21 janvier 2019 à Saint-Brieuc,.

## Biographie
Il découvre très jeune la peinture et réalise ses premières expositions dans son pays natal à l'âge de 17 ans.
Dès 1961 il s'installe à Paris pour y suivre les cours de l'atelier Yves Hersant pendant trois ans puis est admis aux Beaux-Arts de Paris. En 1967 il devient directeur artistique dans la première agence de publicité française. Puis en 1972, il dirige la création d'une nouvelle agence, à laquelle il collaborera pendant douze ans.
En 1985, il crée à Paris le Groupe de Communication Amazonie et le Réseau de Communication International Crossworld en 1990.
Pendant toutes ces années, il consacre l'ensemble de ses loisirs à la peinture, recherche permanente axée vers la couleur et la lumière. Il travaille essentiellement le pastel, l'huile et l'aquarelle.
Bien qu'ayant pratiqué la peinture depuis plus de trente ans, Bernard Vidal ne réalisera sa première exposition internationale qu'en avril 1992 à Paris à la Galerie Art and Art.
Depuis cette date, les expositions se sont succédé en France dont plusieurs d'importance à Paris et à travers le monde : États-Unis, Canada, Allemagne, Luxembourg, Taïwan, Singapour...
Les œuvres de Bernard Vidal figurent dans de nombreuses collections privées en France, Allemagne, Italie, Belgique, Grande-Bretagne, Pays-Bas, Suisse, Luxembourg, États-Unis, Canada, Taïwan, Japon, Singapour, Mexique...
« Bernard Vidal, peintre de caractère puise son inspiration entre terre et mer : ses paysages et ses natures mortes aux touches et aux teintes fauves transcrivent la force de ses émotions profondes. Imprégnés du talent de leur créateur, ils vibrent de soleil et des couleurs auxquelles la matière douce et brute des pastels tendres apporte des reliefs sans cesse changeant. »
Bernard Vidal est connu pour son positivisme par les experts d'Art contemporain.

## Expositions personnelles
- 2007 : Carrousel du Louvre (janvier), 1re exposition d'un peintre vivant en ce lieu, organisée par Serge Lenczner[3].

## Distinction
- En 2000, il reçoit le titre de chevalier de l'Ordre des Arts et des Lettres.